# Reign in Blood
Albums de Slayer
Hell Awaits
(1985) South of Heaven
(1988)
Reign in Blood (littéralement Règne dans le sang) est le troisième album studio du groupe américain de thrash metal Slayer, sorti le 7 octobre 1986 chez Def Jam Recordings. Ce nouvel album marque un changement dans la carrière de Slayer : les chansons sont plus courtes et plus rapides avec une meilleure qualité de production, les chansons sont plus proches d'une structure punk hardcore contrairement aux chansons longues et complexes de Hell Awaits. Cet album marque également la première collaboration du groupe avec le producteur de disque Rick Rubin et c'est cette collaboration qui a fait évoluer le son du groupe. Le magazine Kerrang! décrit Reign in Blood comme « le meilleur album heavy de tous les temps avec Master of Puppets de Metallica », et devient également un point tournant pour le thrash metal et le speed metal.
Avec comme thème la mort, les tueurs en série, le satanisme et la peur, la sortie de l'album a été retardée en raison de la pochette d'album et des textes jugés "crus" par le label et notamment la chanson Angel of Death qui décrit les expériences menées par Josef Mengele dans le camp de concentration de Auschwitz et provoque des allégations au nazisme. Toutefois, le groupe a indiqué à plusieurs reprises qu'ils n'ont pas de sympathies nazies, qu'ils sont simplement intéressés par le sujet.
Reign in Blood a été universellement bien accueilli par la critique et les fans. Il est considéré comme l'un des albums les plus importants dans le metal extrême et une étape importante de son genre. C'est le premier album de Slayer à être entré dans le Billboard 200, l'album a été classé numéro 94, et a été certifié or le 20 novembre 1992.

## Genèse

### Nouveau label
Jusqu'en 1985, tous les albums de Slayer sont sortis chez un label de metal underground, Metal Blade Records. Slayer a négocié avec plusieurs maisons de disques. Cependant, Slayer était réticent à signer un contrat avec un label consacré principalement au hip-hop. Le batteur de Slayer, Dave Lombardo, a appris l'intérêt de Rick Rubin pour le groupe et l'a contacté. Néanmoins, les autres membres de Slayer ne sont pas sûrs de vouloir quitter Metal Blade Records. Lombardo contacta Columbia Records, le distributeur de Def Jam, et obtint un contact avec Rubin, qui, avec le photographe Glen E. Friedman acceptèrent d'assister à un concert du groupe. Friedman avait produit le premier album de Suicidal Tendencies, et le chanteur de Slayer Tom Araya avait fait une apparition dans le clip du single "Institutionalized". À cette époque, Rubin demanda à Friedman s'il connaissait Slayer.

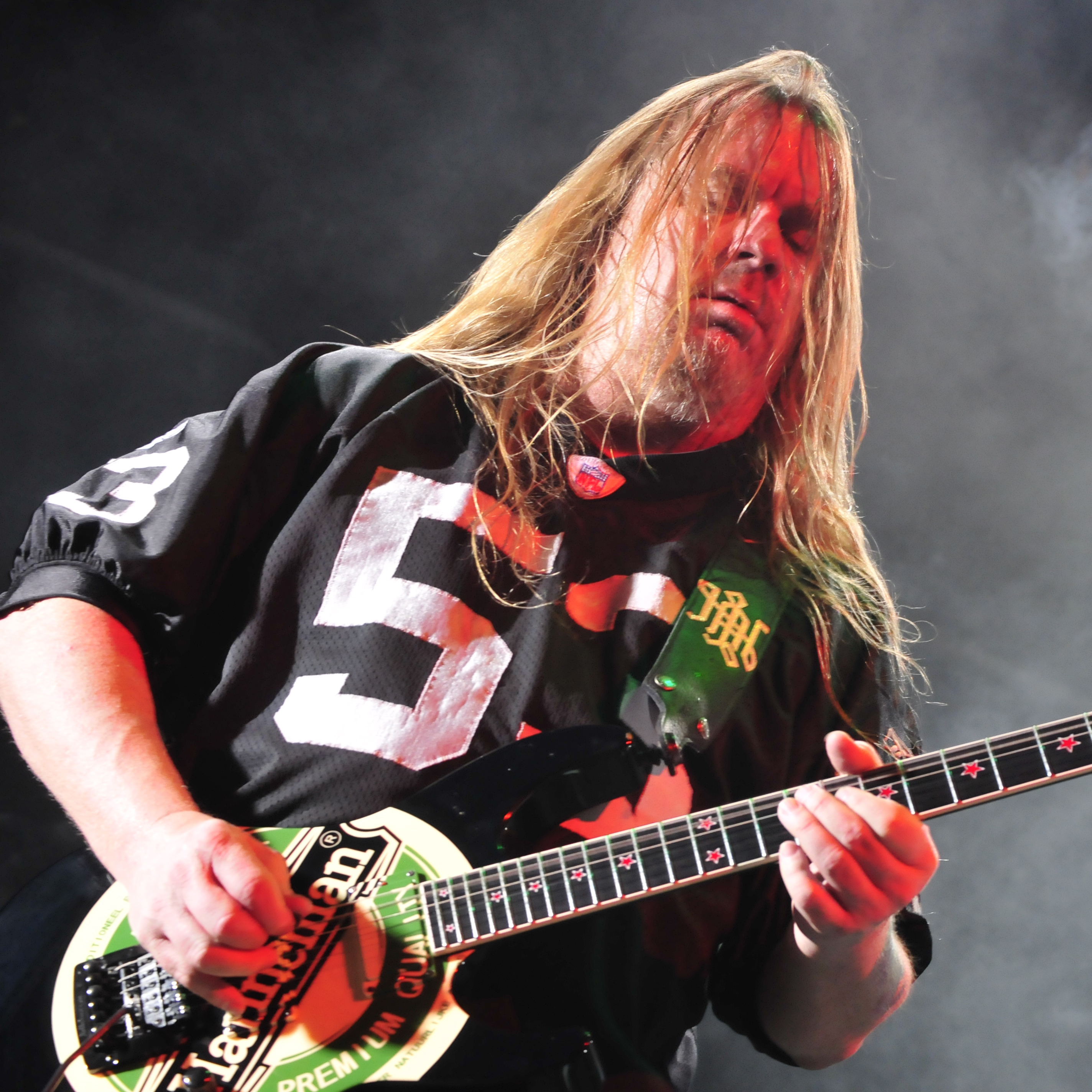
Jeff Hanneman, cofondateur et guitariste du groupe

Le guitariste Jeff Hanneman a été surpris par l'intérêt de Rubin pour le groupe, et impressionné par son travail avec Run DMC et LL Cool J. Lors du déplacement de Brian Slagel, alors manager du groupe, pour une convention de musique en Europe, Rubin discuta directement avec le groupe, et parvint à les convaincre de signer pour Def Jam. Slagel, respectueux envers Rubin, déclara qu'il était le représentant le plus enthousiaste des labels avec lesquels le groupe était alors en négociation. Après la signature du contrat, Friedman conduisit les membres du groupe à Seattle pour une session de publicité, une séance photo pour le prochain album et un livret de la future tournée. Rubin était conscient du fait que jusqu'à présent, il n'y avait pas eu de bonnes photos du groupe. Une de ces photos a été utilisé sur la couverture de l'album South of Heaven sorti en 1988. Cet album est devenu un album du label American Recordings après que Rick Rubin mit fin à ses relations d'affaires avec Russell Simmons. Il était l'un des deux seuls albums de Def Jam à avoir été distribué par Geffen Records grâce à Warner Bros Records à la suite du refus du distributeur original de diffuser le travail du groupe.

### Écriture
Ce sont les guitaristes Kerry King et Jeff Hanneman qui sont les seuls auteurs-compositeur de Reign in Blood. Ils ont composé chacun de leur côté. Hanneman lit des livres sur la Seconde Guerre mondiale et écoute la musique de Dirty Rotten Imbeciles. Il a discuté de ses idées avec Araya lorsque ce dernier vient lui rendre visite. King, lui, préfère la paix et la tranquillité pour travailler. Influencé par des films d'horreur comme Les Griffes de la nuit, il écrit ses textes. Il en découle Piece by Piece qui sera le premier texte de King pour une chanson. Les deux guitaristes se réunissent dans le garage d'Araya ("The Club Horizon") dans le but de travailler ensemble sur leurs compositions. Bientôt, ils accouchent d'une démo de 90 minutes remplie d'idées et d'environ dix chansons. Araya et Lombardo les rejoignent et contribuent à transformer l'album en un disque de 29 minutes.

### Enregistrement
En janvier 1986, l'enregistrement commence dans le petit studio Toucher City West à Los Angeles. L'ingénieur du son était Andy Wallace. La phase d'enregistrement réelle dure trois semaines, en commençant par la batterie. Chaque jour, Lombardo et Rubin viennent environ deux heures en studio pour enregistrer. Vers la fin de la première semaine les enregistrements de batterie sont terminés.

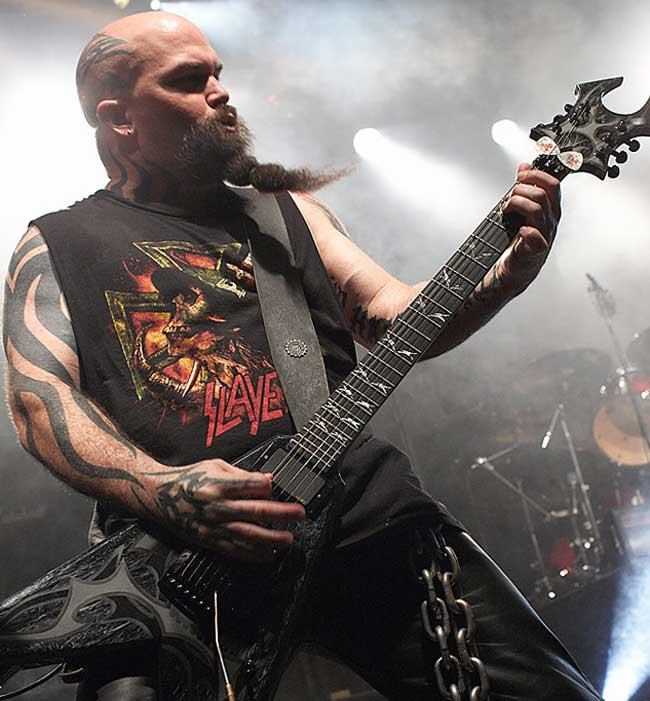
Kerry King en concert en 2007.

Contrairement à Dave Lombardo, les deux guitaristes commencent rarement avant 22 heures et travaillent principalement la nuit. Lors des enregistrements de guitare, quelques petites divergences naissent entre le groupe et Rick Rubin car ce dernier veut plus de solos de guitare. Sur "Angel of Death, il n'y a pour l'instant pas de guitare rythmique, mais seulement une série de solos de guitare et la voix de Araya.
Lors des enregistrements vocaux, Araya n'avait pas encore lu les textes. "Raining Blood" n'était pas encore terminé. Araya chante tandis que les deux guitaristes travaillent encore sur un couplet manquant au tiers de la chanson. Les musiciens décident de ré-enregistrer la chanson "Aggressive Perfector", comme ils jouent maintenant plus vite qu'auparavant, ils veulent voir ce que ça pourrait donner. Cette nouvelle version est disponible en bonus track sur des pressages ultérieurs de l'album, sur quelques singles et dans le coffret Soundtrack To The Apocalypse.
Début mars, le groupe se rend à New York aux New Fresh Studios pour le mixage et le Mastering. Là, le producteur créé un remix de "Criminally Insane", qui peut d'ailleurs être trouvé sur des versions ultérieures de Reign In Blood en tant que bonus track. C'est le seul remix de la carrière de Slayer à ce jour.
À New York, King et Hanneman revoient de nouveau leurs soli et le mixage commence. Enfin, les sons de pluie et le tonnerre sont ajoutés à l'album qui atteint sa durée finale de 29 min 3 s.

### Publication
La publication de Reign in Blood est prévue pour juillet 1986 avec Columbia Records qui doit prendre en charge la distribution en tant que partenaire de Def Jam. Trois mois après la date initialement prévue, Reign in Blood sort le 7 octobre 1986 chez Geffen Records. WEA International a repris la publication du marché européen ; au Royaume-Uni, il a été distribué par London Records. La première livraison était un tirage de 100 000 exemplaires.

### Tournée

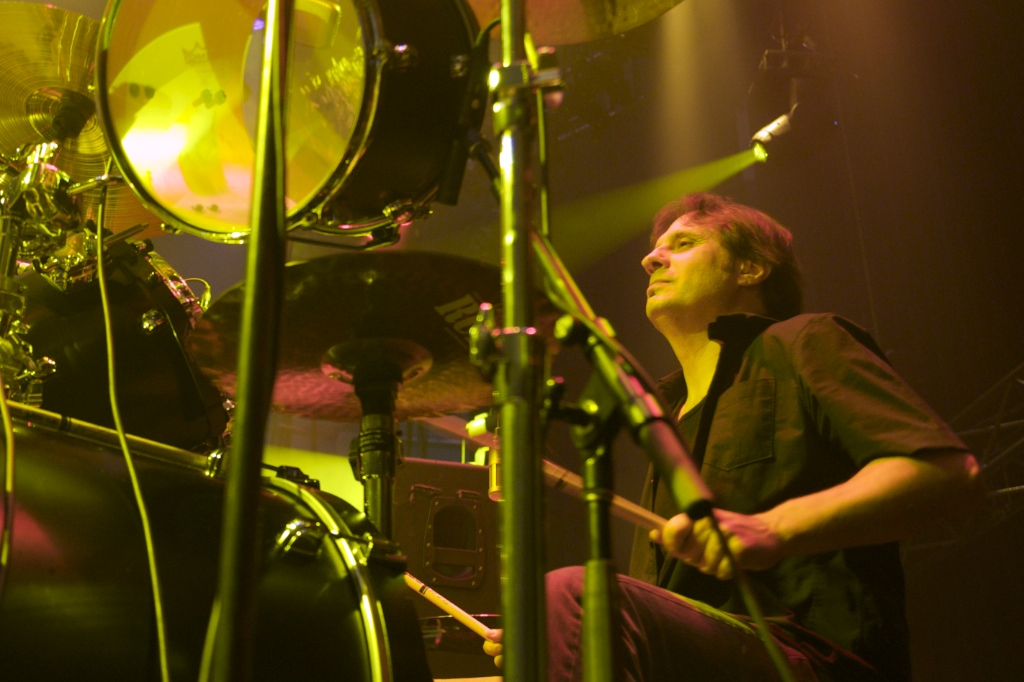
Dave Lombardo, batteur du groupe en 2009.

Slayer est maintenant suffisamment connu pour ne plus jouer dans des petits clubs. Rubin a tout organisé lui-même. Sa première tâche fut de réaliser le Reign-in-Blood-Tour, le nouvel album devrait être annoncé. En appui, le groupe pour la tournée américaine avec le groupe de thrash metal Overkill en Europe, elle était accompagnée de Malice.

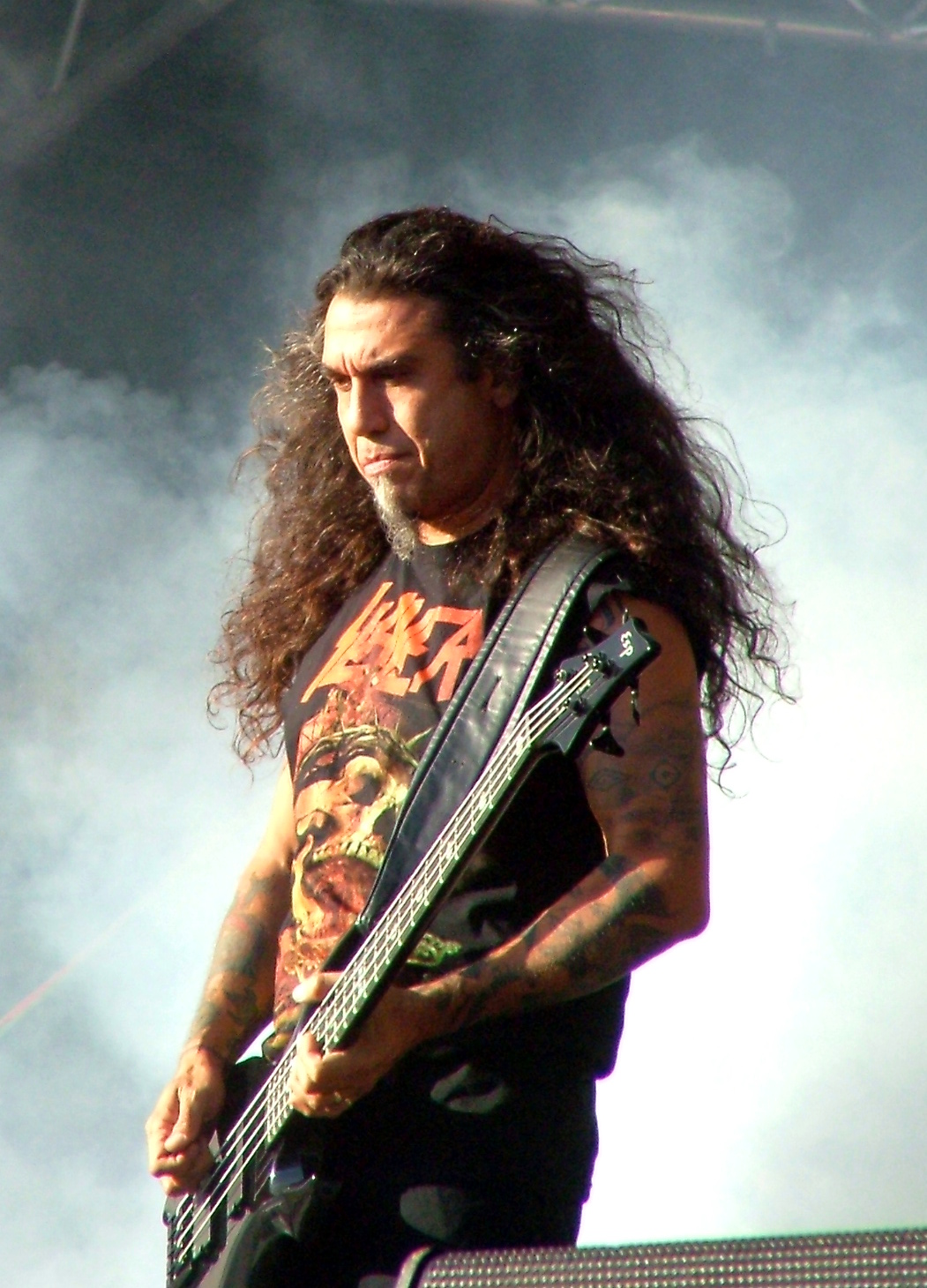
Tom Araya, chanteur et bassiste actuel du groupe.

Des groupes religieux manifestent devant les salles de concert où jouent le groupe. Les parents de Tom Ayara reçoivent régulièrement des menaces téléphoniques, de plus en plus intenses au fil du temps.[pas clair] Le meurtre d'Araya était annoncé au prochain spectacle au Ritz à New York. Ses parents commencent alors à se faire très inquiets et se tournent vers Rick Rubin pour trouver des solutions. Le renforcement des mesures de sécurité fut immédiat : les spectateurs ont été fouillés dans le hall par le personnel de sécurité. Le groupe s'est (?) sur un escalier de secours à l'arrière du club dans le bâtiment. Le concert s'est déroulé sans incident.
Dave Lombardo quitte le groupe après un mois : « Je ne me faisais pas d’argent. Je voulais qu’on fasse cela professionnellement, sur une major, je voulais que mon loyer et autres soient payés. » Pour continuer la tournée, Slayer recrute Tony Scaglione de Whiplash. La femme de Lombardo réussit à le convaincre de revenir dans Slayer en 1987.

## Style

### Musique
Reign in Blood est caractérisé par la grande vitesse et qui sont perçues comme de la musique dure (). Comme influence le thrash metal qui font parmi d'autres influences essentiellement contemporaine comme le Punk hardcore - et des groupes de crossover thrash comme Suicidal TendenciesReign in blood - Slayer guitarist Jeff Hanneman, p. 35, Dirty Rotten Imbeciles et Stormtroopers of Death en partie hip-hop.
Peu d'effets ont été utilisés, les guitares électriques ont été aliénées avec les pédales d'effets communs, la voix de Araya avec un égaliseur et édité quelques-uns de ses hurlements de réverbération.
En ce qui concerne les techniques de jeu, le Palm mute et la double grosse caisse ont été soulignés, car ils constituent une innovation en vitesse. En particulier, un break de batterie sur Angel of Death qui a popularisé la double grosse caisse dans le metal. Une autre technique spéciale est l'utilisation de Flam taps sur Raining Blood. Il suggère que Dave Lombardo utilise une tom basse avec deux bâtons, avec un léger retard, il a atteint un son très profond, Ferris le caractérisant comme « Lucifer lui-même à cogner sur les portes de l'enfer ».
Pour le remix de Criminally Insane, ayant été publié sur les éditions ultérieures de l'album en bonus track, le groupe a ajouté le son de batterie par des échantillons - une technique qui est courante dans le metal extrême aujourd'hui.
Les voix sont souvent basées sur le rythme et à peine tonales. L'accent et le positionnement de la chanson ont été en partie déterminés par les auteurs-compositeurs, mais la plupart du temps lors de l'enregistrement au point. Bien que la chanson la plupart du temps n'est pas - comme dans l'habitude du metal extrême - gutturale, il est encore perçu comme extrême et agressif, en même temps, le texte est compréhensible, même à grande vitesse.
Le rythme est très élevé - une moyenne de plus de 200 bpm - mais les changements ainsi que de signatures fréquemment. Slayer fini avec les structures des chansons beaucoup de contemporains du metal, se penchant davantage pour le punk hardcore, tandis que Metallica et leur album Kill 'Em All contient des morceaux d'une longueur dominé par plus de six minutes, seulement trois morceaux de Reign in Blood ont une longueur de plus de trois minutes avec couplet, refrain et solo et les chœurs ne sont plus utilisés. En outre, l'ensemble instrumental était inhabituel, et les deux parties de guitare sont égales et ne se divisent pas en rythme et chant, et la guitare basse et batterie rarement plus frappant ne sont guère que la section rythmique.
Bien que les solos de guitare sont fréquents et étaient différents des groupes de metal précédents, ils sont significativement plus courts et moins axés sur la mélodie. Les techniques à la guitare, cependant, ont été fondées sur des normes du metal courant. Sont utilisés, par exemple, le tremolo, le tapping et les Palm Muting. Les éléments mélodiques proviennent essentiellement de gammes mineures, le triton joue un rôle de premier plan.
Le riff bien connu de Slayer est reporté à l'unisson au début de Raining Blood. La pièce commence avec trois battements de batterie qui se répètent plusieurs fois, après un break. Il est suivi par le thème à la guitare de la chanson, suivi par un plam mute continue et complète la partie de percussion. Elle est suivie par une octave plus haut comme un prélude au sujet principal. L'un sur le troisième temps de la première mesure est réalisée par un bond vers le haut triton. Ceci termine la phrase A atteint et maintenu un battement. Dans la deuxième barre est le riff principal deux fois - un demi-ton vers le bas. En outre, la petite seconde est remplacée en amont par une tierce majeure. Les trois passages du sujet constituent une séquence dar. Le thème est répété trois fois, avec les deux derniers passages, il est joué par la deuxième guitare. Grâce à l'utilisation de nombreux intervalles dissonants, l'objet génère une grande tension.

### Textes

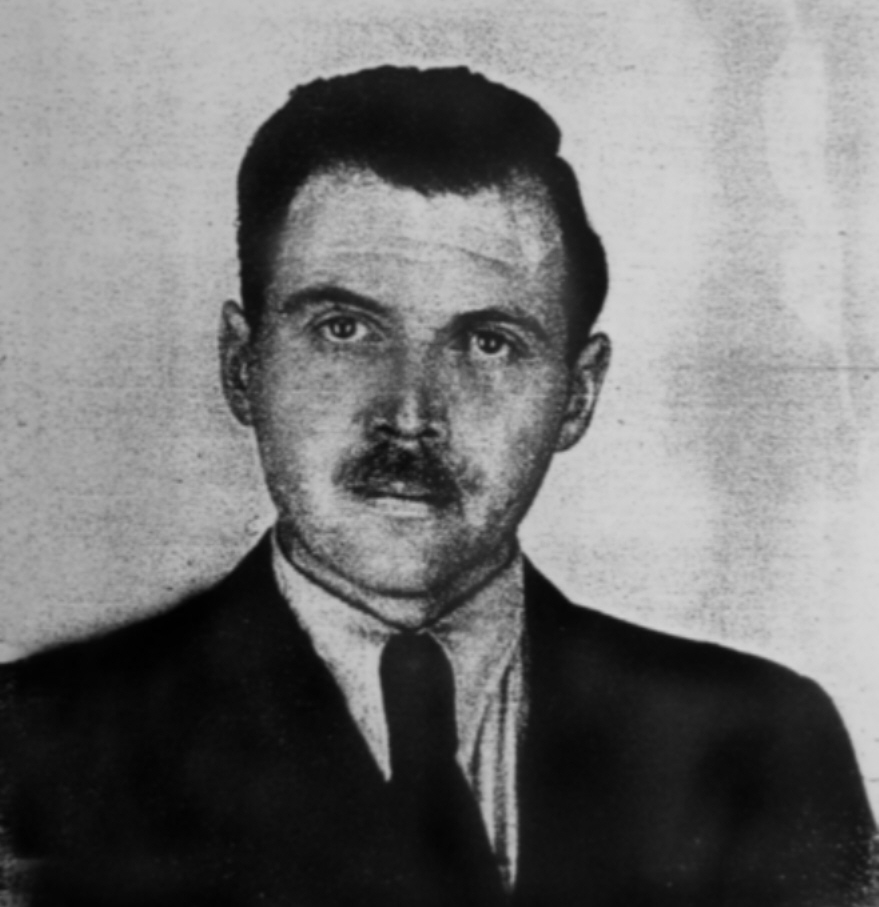
Josef Mengele est un médecin nazi qui a conduit des expériences humaines dans le camp de concentration de Auschwitz durant la seconde guerre mondiale, ces expériences sont décrites dans la chanson controversée Angel of Death.

Toutes les chansons ont été écrites par Jeff Hanneman et Kerry King. Tom Araya a participé jusqu'à ce que le prochain album South of Heaven en tant qu'autres. Les deux auteurs ont porté dans leurs textes des textes comme les tueurs en série, la mort, le paranormal, le satanisme et la peur.
« Ne pas écrire sur l'amour, ne pas écrire sur le bonheur, ne pas écrire à propos de la fête. Il suffit d'écrire à propos de mauvaises choses, c'est plus intéressant »
— Hanneman
Une autre caractéristique clé des textes est l'utilisation de mots comme «Disapprobation» est assez inhabituel. L'auteur de texte s'est aidé d'un dictionnaire, pour remplacer des mots couramment utilisés, dont l'utilisation sont parfois interdit. Ferris écrit: « Sans l'édulcorer, la touche poétique de Slayer fait de la violence et de sang acceptable »[pas clair] (D.X. Ferris Reign in Blood).
La première chanson de l'album parle du médecin nazi Josef Mengele, connu pour ses expériences sur l'homme dans le camp d'Auschwitz, ses victimes le nom Angel of Death (L'ange de la mort en français). Le texte et la musique ont été écrits par Jeff Hanneman, dont le père est un ancien combattant et Hanneman a commencé à se passionner pour le nazisme. Hanneman a eu peu de temps avant la réalisation de l'album et a acheté deux livres sur Mengele, le sujet était en cours pour lui. Dans la chanson, il décrit en des termes dramatiques les expériences que Mengele avait fait à ses victimes.
« Pumped with fluid, inside your brain / Pressure in your skull begins pushing through your eyes / Burning flesh, drips away / Test of heat burns your skin, your mind starts to boil / Frigid cold, cracks your limbs / How long can you last / In this frozen water burial? / Sewn together, joining heads / Just a matter of time / til you rip yourselves apart »
— Angel of Death
« Dans ton cerveau le fluide bat violemment / La pression dans ton crâne se voit dans tes yeux / Peau brûlante, dégouline / Le test de chaleur brûle ta peau, ton esprit commence à bouillir / Le froid fêle tes membres / Dans l'eau gelée / Cousu ensemble, joignant les mains / Juste un problème de temps / Jusqu'à ce que tu te déchiquettes »
— Traduction libre
Le texte est controversé et a attiré beaucoup d'attention. Slayer a été rejeté comme étant raciste, malgré les origines juives du producteur, et les origines ethnique des membres du groupe : Lombardo, qui est d'origine de Cuba et Araya qui lui vient du Chili.
Le morceau Piece by piece suit la chanson suivante, écrit par Kerry King, il décrit du point de vue d'un tueur en série dont les actions. Démembré, la décomposition, préparé, il est entouré par ceux qui ont été bénis par lui crever.[pas clair]
Aussi Necrophobic, une collaboration de King et Hanneman, ses sujets dans les expériences de l'homme et la mutilation des corps[pas clair].
Altar of Sacrifice est une chanson occulte et décrit un sacrifice humain. King décrit du point de vue d'un observateur d'une scène dans laquelle un prêtre avec un couteau attendait à l'autel, tandis que les vêtus de blanc s'approche d'une jeune fille. Il faut un changement de perspective, le grand prêtre a déclaré sa victime à quoi s'attendre. Ensuite, le point de vue revienne à l'observateur qui voit le prêtre, après le sacrifice des forces du mal seront attribués[pas clair].
Jesus Saves est la seule chanson sur Reign in Blood, qui traite la mort et les tueurs. Entièrement écrit par Kerry King, c'est une critique de la religion chrétienne et de la servitude de leurs partisans représentent.
Criminally Insane parle à nouveau d'un tueur en série. Dans ce cas, le criminel a été arrêté et emprisonné. Maintenant, il prévoit de sortir pour continuer à assassiner.
Reborn dans le contenu est une chanson inhabituelle pour Slayer qu'il considère du point de vue d'une femme. Elle a été condamnée comme une sorcière et meurt quelques heures sur le bûcher. Elle parle maintenant de sa mort, c'est parce qu'ils renaissent en toute sécurité et de vengeance alors. Le texte est entièrement écrit par Kerry King.
Epidemic contient une critique social. La chanson décrit une peste qui détruit la race humaine presque entièrement, mais aussi va à la cause, la pauvreté,.
Au cours de Postmortem un possédé par la mort perd peu à peu son esprit.
Raining Blood raconte l'histoire de l'homme sur la pochette de l'album, que la tête de la chèvre. C'est un homme piégé dans le purgatoire après avoir été chassé du ciel, et en attendant sa revanche. Hanneman, qui a écrit le texte, a déclaré dans une interview que sa première vision de ce texte est très différent. Même Raining Blood doivent agir par un assassin, et même celui qui a tué sa petite amie. Cette nuit il a plu, et la dernière chose qu'il vit avant qu'il ne quitte la scène, c'était le sang de sa victime, qui se mêlait à l'eau de pluie. La vue hante tellement qu'il perd son esprit et maintenant chaque fois qu'il pleut, voir du sang qui coulait vers le bas, et il tue à nouveau.

### Artwork

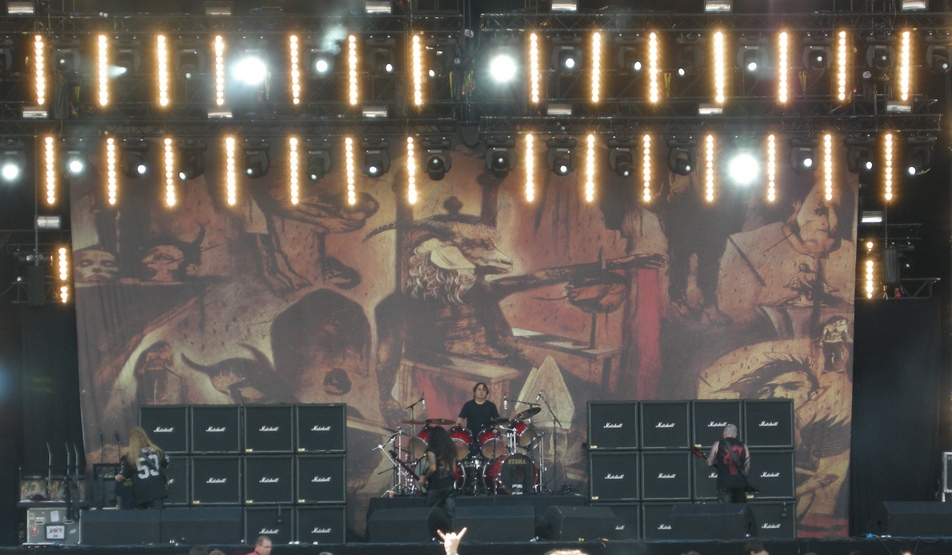
Lors d'un concert en 2008, l'artwork de Reign in Blood est utilisé en arrière-plan (comme sur cette photo).

La couverture a été conçue par Larry W. Carroll, qui à cette époque créait des illustrations illustrations politiques pour The Progressive, The Village Voice et le New York Times et comme professeur de dessin. Au printemps 1986, Carroll a reçu un appel de Def Jam et a ensuite rencontré Rick Rubin au Café Figaro dans Greenwich Village, qui lui donna une cassette des chansons et mettre une seule cible : le groupe voulait une tête de chèvre sur la couverture.
Après avoir écouté les chansons à plusieurs reprises et des scènes religieuses avaient vu, Carroll est allé travailler. Le long d'un carton de 1 mètre, carré, dur, Carroll a dessiné, avec peintures à l'huile, un collage qu'il a lavé puis glacé. Le dessin montre un monde souterrain, qui est conservé dans les tons sombres, la plupart en bronze. Au premier plan, une figure démoniaque avec une tête de chèvre assis sur une chaise porté par trois personnes avec des ailes d'ange brûlées, en érection et avec des cornes, l'un d'eux pour une tiare. Sur les murs, dans le fond, plusieurs organismes ont été empalés. L'un d'eux, en haut à droite, est encore reconnaissable avec mes traits du visage, le modèle c'était un ami de Carroll, le peintre Tom Dillon. Sur la droite se trouve sur un rebord d'un petit personnage que Jésus-Christ est censé ressembler. Au fond des enfers écoulement d'un filet rouge dans laquelle seules les têtes des damnés sont visibles. Le logo de Slayer, un pentagramme d'épées, et le titre de l'album en gris linéale ont été ajoutés plus tard par Def Jam.
Dans son numéro de juin 2006, le magazine musical américain Blender avant son top 10 des meilleurs album de heavy metal de tous les temps. La liste triée par année de publication, contient non seulement Sabbath Bloody Sabbath (1973) ainsi que la pochette de l'album le plus récent, Reign in Blood. Selon les auteurs, "La classe et la substance du dessin avec leur chaotique découpe technique et des couleurs sombres et riches ont déjà le sens qu'aurait l'album, mais ils seraient beaucoup plus inquiétants et oppressants que la vitesse de libération de la musique".

## Réception

### Succès commercial et récompenses
Bien que Reign in Blood n'ait jamais été joué sur les stations de radio ou de télévision, il fut le premier album du groupe a rentrer dans le Billboard 200 charts US. Le 15 novembre 1986, l'album débute au numéro 127, et monte successivement aux places 114, 106, 99 et 98 jusqu'à la semaine du 20 décembre 1986 où il atteint sa plus haute position au 94 et le reste trois semaines. Après 18 semaines, Reign in Blood  sort des charts aux États-Unis. L'album rentre également dans le UK Albums Charts où il atteint la 47e place.
Le 20 novembre 1992, Reign in Blood est qualifié disque d'or pour avoir vendu plus de 500 000 exemplaires.

### Critique et impact
Comme l'album, les médias du metal ont été très impressionnés. Rock Hard attribué 9,5 sur 10. Kerrang a qualifié l'album comme étant « le meilleur album heavy de tous les temps avec Master of Puppets de Metallica » et nota « obsédant, mais dans le même temps à couper le souffle, ces brillantes 28 minutes de pur thrash /death /hate/Speed Metal que vous aurez probablement l'occasion d'entendre cette année [...] Reign in Blood est Master of Puppets bien meilleur [...] Les sons que Hanneman et King ont créé sur cet [album] avec leurs guitares, vous devez croire qu'ils ont entendu,. ». Par la suite, le magazine le qualifie de "meilleur album de thrash metal de tous les temps". Metal Forces note Reign In Blood 97 sur 100 , En 1987, le magazine a décrit comme « album de thrash sans doute le plus extraordinaire qui est jamais sorti. ». En novembre 1986, Don Kaye de Creem Close-Up a déclaré que maintenant Slayer serait « le plus grand groupe de metal dans le monde »,, Reign In Blood serait élu un an plus tard par le magazine no 1 sur les 20 "meilleurs albums de thrash de tous les temps (pour l'instant)",.
« Celui qui n'a pas Reign in Blood, n'a aucune idée de l'histoire du metal. Il s'agit d'une étape de définition de genre, une attaque impitoyable de certains des meilleurs riffs de métal que vous pourriez penser. »
— Angela Gossow, chanteuse de Arch Enemy et ancien volontaire de Metal Hammer
Au cours des 20 ans écoulées depuis, sa sortie continue à créer de nouveaux avis. En 1991, Allmusic a été fondée, Steve Huey lui attribue le score le plus élevé En 1991, Allmusic a été fondée et le note "classique glacée". Metal.de dit de l'album "classique" qui « jamais un groupe de façon brutale, si rapide, si facile et le mal est tout aussi excité […] Reign In Blood est pure de la première à la dernière seconde, la destruction et de la colère ». Le journaliste Albert Mudrián a déclaré dans l'hebdomadaire Seattle Weekly en 2003 que Reign in Blood est le "Saint Graal de Thrash Metal". Clay Jarvis de Stylus qualifiant de « plus grand album de métal de tous les temps ».
« Reign in Blood, c'est un dogme. Slayer est un dogme. Reign in Blood est vraiment top des tops, certainement l'un des meilleurs albums de metal extrême jamais. Non seulement Thrash Metal. »
— Nergal, chanteur et guitariste de Behemoth

## Composition du groupe
- Tom Araya - chant & basse
- Jeff Hanneman - guitare
- Kerry King - guitare
- Dave Lombardo - batterie

## Liste des titres
| No  | Titre              | Paroles                   | Musique                   | Durée |
| --- | ------------------ | ------------------------- | ------------------------- | ----- |
| 1.  | Angel of Death     | Jeff Hanneman             | Jeff Hanneman             | 4:51  |
| 2.  | Piece by Piece     | Kerry King                | Kerry King                | 2:03  |
| 3.  | Necrophobic        | Kerry King, Jeff Hanneman | Jeff Hanneman, Kerry King | 1:40  |
| 4.  | Altar of Sacrifice | Kerry King                | Jeff Hanneman             | 2:50  |
| 5.  | Jesus Saves        | Kerry King                | Jeff Hanneman, Kerry King | 2:54  |
| 6.  | Criminally Insane  | Kerry King, Jeff Hanneman | Jeff Hanneman, Kerry King | 2:23  |
| 7.  | Reborn             | Kerry King                | Jeff Hanneman             | 2:12  |
| 8.  | Epidemic           | Kerry King                | Jeff Hanneman, Kerry King | 2:23  |
| 9.  | Postmortem         | Jeff Hanneman             | Jeff Hanneman             | 3:27  |
| 10. | Raining Blood      | Jeff Hanneman, Kerry King | Jeff Hanneman             | 4:17  |